# Au jour le jour
Au Jour Le Jour è il primo singolo della cantante francese Emma Daumas pubblicato il 26 febbraio 2003.